# Carl Bergmann
Carl Bergmann (n. 18 mai 1814 - d. 30 aprilie 1865 la Geneva) a fost un anatom și fiziolog german născut în Göttingen.
In anul 1847 publică lucrarea „Über die Verhältnisse der Wärmeökonomie der Tiere zu ihrer Grösse“ (Despre raportul dintre mărimea animalului și economisirea căldurii corporale) de aici provine „regula Bergmann”.
1. 1 2  Karl Georg Lukas Christ. Bergmann, CERL Thesaurus, accesat în 9 octombrie 2017
2. 1 2  Karl Georg Lucas Christian Bergmann, Who Named It?, accesat în 9 octombrie 2017
3. 1 2  „Carl Bergmann”, Gemeinsame Normdatei, accesat în 9 aprilie 2014
4. ↑  „Carl Bergmann”, Gemeinsame Normdatei, accesat în 10 decembrie 2014
5. ↑  „Carl Bergmann”, Gemeinsame Normdatei, accesat în 30 decembrie 2014
6. ↑  „Carl Bergmann”, Gemeinsame Normdatei, accesat în 2 aprilie 2015